# C/2007 N3
Sao chổi C/2007 N3, còn gọi là sao chổi Lulin hay sao chổi Lộc Lâm, là một sao chổi không chu kỳ. Nó được Diệp Tuyền Chí (葉泉志) và Lâm Khải Sinh (林啟生) tại Đài thiên văn Lộc Lâm phát hiện. Nó đạt độ sáng chói tối đa khi quan sát từ Trái Đất vào ngày 24 tháng 2 năm 2009, với độ sáng biểu kiến trong khoảng +4 tới +6. Quan sát từ Trái Đất, sao chổi này cũng vượt qua không gian gần Sao Thổ vào ngày 23 tháng 2 và vượt qua khoảng không "gần" với Regulus (Hiên Viên 14) trong chòm sao Sư Tử (Leo) vào ngày 26 tháng 2 và 27 tháng 2 năm 2009. Vào ngày 12 tháng 5 năm 2009, nó lại vượt qua không gian "gần" với sao chổi Cardinal. Vào thời điểm ngày 6 tháng 6 năm 2008, nó cách Trái Đất 0,492 AU, với độ sáng biểu kiến +6,2 "gần" chòm sao Thất Nữ (Virgo). Sao chổi này trở thành thấy được đối với mắt trần tại các khu vực có bầu trời tối kể từ ngày 7 tháng 2 năm 2009. Nó vượt qua sao đôi Zubenelgenubi ngày 6 tháng 2 năm 2009, gần Spica vào ngày 15 và 16 tháng 2 năm 2009, và gần Gamma Virginis vào ngày 19 tháng 2 năm 2009.

## Phát hiện
Sao chổi này lần đầu tiên được nhà thiên văn Lâm Khải Sinh thuộc Đại học quốc lập Trung ương chụp ảnh bằng kính thiên văn 16-inch tại Đài thiên văn Lộc Lâm ở Nam Đầu, Đài Loan vào ngày 11 tháng 7 năm 2007. Tuy nhiên, một sinh viên 19 tuổi là Diệp Tuyền Chí, từ Đại học Trung Sơn ở Trung Hoa đại lục, đã nhận dạng ra thiên thể mới từ ba bức ảnh mà Lâm Khải Sinh đã chụp.
Ban đầu thiên thể này được cho là một tiểu hành tinh, nhưng các bức ảnh mới được chụp một tuần sau khi phát hiện ra thiên thể đã bộc lộ ra sự hiện diện của một đầu sao chổi mờ nhạt.
Phát hiện này là một phần của Dự án khảo sát bầu trời Lộc Lâm đẻ nhận dạng các thiên thể nhỏ trong hệ Mặt Trời, cụ thể là các thiên thể gần Trái Đất. Sao chổi này được gọi là "sao chổi Lộc Lâm/sao chổi Lulin" theo tên của đài thiên văn, và nó được chính thức đặt tên là sao chổi C/2007 N3.

## Quỹ đạo
Nhà thiên văn Brian Marsden của Đài thiên văn vật lý thiên văn Smithsonian đã tính toán rằng sao chổi Lộc Lâm đạt tới điểm cận nhật của nó vào ngày 10 tháng 1 năm 2009, ở khoảng cách 182 triệu km (113 triệu dặm Anh) từ Mặt Trời.
Theo Marsden thì quỹ đạo của sao chổi Lộc Lâm rất gần với một parabol. Nó chuyển động trong một quỹ đạo nghịch hành với độ nghiêng rất thấp, chỉ 1,6° so với mặt phẳng hoàng đạo.

## Đuôi rời
Ngày 4 tháng 2 năm 2009, một nhóm các nhà thiên văn Italia đã chứng kiến "một hiện tượng hấp dẫn tại đuôi sao chổi Lộc Lâm". Nhóm do Ernesto Guido chỉ đạo giải thích: "Chúng tôi đã chụp ảnh sao chổi bằng việc sử dụng một kính thiên văn điều khiển từ xa tại New Mexico, và các hình ảnh của chúng tôi chỉ ra rõ ràng một sự kiện ngắt ra. Trong khi chúng tôi đang để ý, một phần của luồng plasma ở đuôi sao chổi đã bị xé toạc ra".
Guido và các đồng nghiệp tin rằng sự kiện này bị gây ra bởi nhiễu loạn từ trường trong gió Mặt Trời va đập với sao chổi. Đây là giả thiết có vẻ đúng đắn. Các cơn bão từ nhỏ tại đuôi sao chổi đã được quan sát trước đó – đáng chú ý nhất là năm 2007 khi tàu vũ trụ STEREO của NASA theo dõi sự phụt vật chất từ vành nhật hoa vào sao chổi Encke. Encke đã mất đuôi của nó theo cùng một kịch bản, gióng như sao chổi Lộc Lâm đã trải qua ngày 4 tháng 2 năm 2009
.